# Hotel Leningrado
O Hotel Leningrado (em russo: Хилтон Москоу Ленинградская) é um dos sete arranha-céus de Moscou construídos no início dos anos 1950 no estilo Stalinista. A arquitetura neoclássica stalinista mistura o estilo neoclássico russo com o estilo dos arranha-céus americanos da década de 1930. Um elemento principal do neoclassicismo stalinista é o uso da arte realista socialista. O hotel, concluído em 1954, foi feito para ser o melhor hotel de luxo em Moscou.
A escada apresenta um dos mais longos dispositivos de iluminação do mundo - esteve uma vez no Guinness World Records. Os salões e corredores dos andares superiores do hotel são revestidos em madeira de cerejeira escura.
O hotel inclui um restaurante, bar, lounge, spa e salão de beleza, academia com piscina, bureau de mudança, loja de presentes, salas de reuniões, salão de baile e centro de negócios.
A torre do Hotel Leningrado domina a Praça Komsomolskaya, com suas três estações ferroviárias ornamentadas (Leningradsky, Yaroslavsky e Kazansky), localizadas nas proximidades, juntamente com o Anel de Jardins do centro de Moscou.
O hotel se juntou à cadeia de hotéis Hilton em 2008 após completar uma restauração e renovação multimilionária.